# Punk jazz
Il Punk jazz è un genere che fonde la tradizione jazz (in particolare free jazz e fusion) con la strumentazione del punk rock (in particolare di sottogeneri quali no wave e hardcore). John Zorn, James Chance and the Contortions, e Lounge Lizards sono tra gli esempi più noti di artisti punk jazz.

## Storia

### Anni '60
Le origini stilistiche del punk risiedono anche nel jazz: band come Velvet Underground, The Stooges e MC5, considerate padrini del punk da critici come Legs McNeil e Clinton Heylin, erano tutti fortemente influenzate dal jazz, in particolare dal movimento free jazz iniziato alla fine degli anni '50. Negli anni '60 artisti avant-garde jazz come Albert Ayler, Archie Shepp, Roscoe Mitchell, Sonny Sharrock e Peter Brötzmann, espressero mediante la loro musica aggressività e temi politici: tutti elementi che, insieme alla produzione DIY, sarebbero in seguito stati caratteristici del punk rock.
Anche la carriera di Frank Zappa, iniziata in questi anni, fu fondamentale per lo sviluppo del punk jazz.

### Anni '70
Nel 1970 gli Stooges pubblicarono Fun House, album fondamentale per la sua grande influenza sul punk jazz. Tuttavia nel 1970 il punk rock non esisteva ancora come stile musicale, e mano a mano che gli anni passavano e il punk rock cresceva, esso apparve in netta contrapposizione con il jazz, soprattutto con il jazz fusion, che si era gradualmente avvicinato al progressive rock. Eccezioni di questa divisione stilistica furono Patti Smith, che collaborò, anche se senza gran successo, con Ornette Coleman, e i Television, che svilupparono un punk sperimentale e improvvisato, che molto doveva al jazz. Un'altra eccezione fu Lol Coxhill, che collaborò insieme ai The Damned. Nel Maine, John Etnier dei Same Band descrisse lo stile musicale del suo gruppo come punk-jazz.

### Anni '80

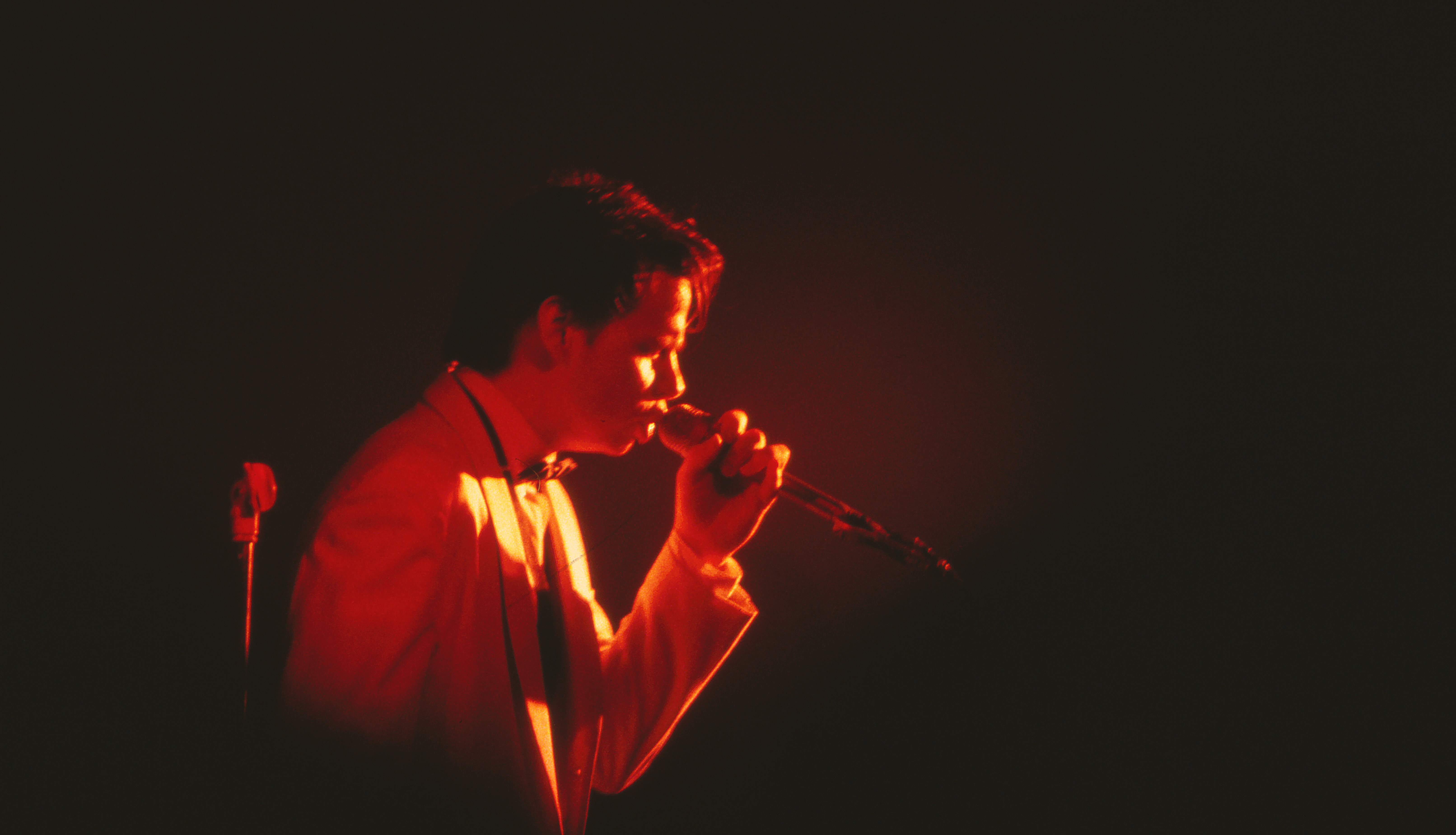
James Chance a Berlino, 1981.

La fine del punk rock delle origini e l'inizio del post-punk a Londra e New York portarono ad una riconsiderazione del jazz. A Londra, i The Pop Group iniziarono ad amalgamare free jazz, dub e punk rock. A New York il movimento no wave si ispirò sia al jazz sia al punk. Esempi di questo nuovo stile sono l'album di Lydia Lunch Queen of Siam, James Chance and the Contortions, che unirono il soul con free jazz e punk, e i Lounge Lizards, il primo gruppo ad autodefinirsi punk jazz. Un'altra figura importante del punk jazz in quegli anni fu Bill Laswell, che con la sua band Material mischiava il funk-jazz con il punk, Questo riavvicinamento tra i due stili portò ad esempio la band hardcore punk Fear a scrivere una canzone punk jazz, New York's Alright (If You Like Saxophones).
I Bad Brains, noti per essere stati tra i fondatori dell'hardcore punk, iniziarono come gruppo jazz fusion, mentre Greg Ginn dei Black Flag incorporò il free jazz nel suo stile chitarristico.
Altre band che fusero punk e jazz furono The Laughing Clowns, The Birthday Party e The Ex.

#### Jazzcore

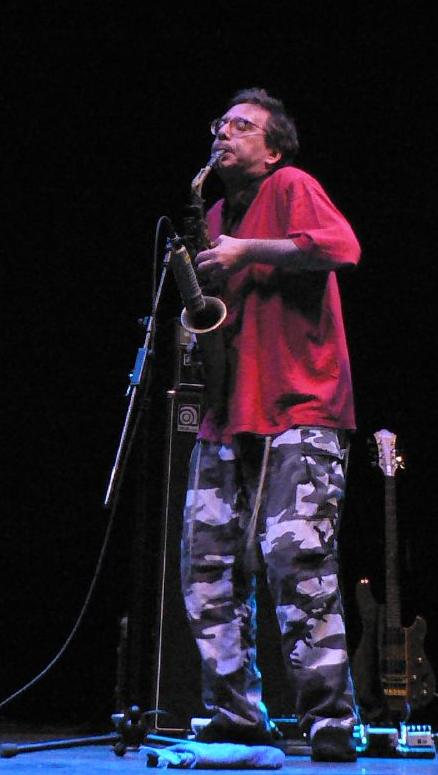
John Zorn nel 2006

John Zorn iniziò ad introdurre elementi tipicamente punk, quali l'aggressività e la rapidità, nel free jazz. Ciò avvenne nel 1986 con l'album Spy vs. Spy. Nello stesso anno, Sonny Sharrock, Peter Brötzmann, Bill Laswell e Ronald Shannon Jackson registrarono il loro primo album con il nome Last Exit, un'unione di aggressività punk e sensibilità jazz.
Queste sperimentazioni condussero al jazzcore, una fusione di free jazz e hardcore punk. Gruppi come NoMeansNo, Massacre, e Naked City posero le basi per quello che sarebbe diventato il movimento math rock.
Altri gruppi fondamentali per lo sviluppo del jazzcore furono Minutemen, Universal Congress Of, Saccharine Trust e fIREHOSE.

### Anni '90
Nel 1989, Zorn formò i Naked City con Bill Frisell, Wayne Horvitz, Fred Frith, Joey Baron e Yamatsuka Eye. La band prese ispirazione dal grindcore e dal jazz e li combinò nell'album Torture Garden. Nel 1991, Zorn collaborò con Justin Broadrick e Mick Harris, entrambi ex-Napalm Death, e Bill Laswell, nella band Pain Killer.
La band screamo Swing Kids sperimentò strumenti jazz come il pianoforte e il contrabbasso, insieme ad un ritmo di batteria più lento.
I Candiria registrarono il loro primo album nel 1995, in cui univano metalcore e jazz.

### Anni 2000
Gli Yakuza, insieme ai Candiria, combinano il metalcore più recente con il free jazz e la psichedelia. Interessanti anche gli Antikult che venano il loro grindcore con passaggi jazz/fusion.
Altri esempi di band jazzcore sono gli Zu, The Flying Luttenbachers, Midori, Off Minor, Splatterpink, Deep Turtle, Rolo Tomassi, Phantom Tollbooth e Red Square.
In Italia a sostenere questo genere ci sono gli Zu originari di Roma e noti nella scena musicale italiana e mondiale, Splatterpink, Zeus!, Squartet, Anatrofobia, Arduo, Studio Murena, SVM e i menzionati Antikult.